# كروموسوم متساوي الأذرع

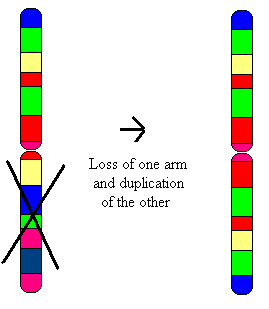

صبغي متطابق الذراعين (بالإنجليزية: Isochromosome)‏ هو صبغي فقد أحد أذرعه واستبدله بنسخة مطابقة تماماً من الذراع الآخر. يحدث هذا التبدل أثناء أحد أطوار دورة الخلية. يشاهد هذا التبدل أحياناً في الخلايا الورمية، في ورم آرومة النخاع مثلاً، أو ضمن متلازمة تيرنر.